# گالیله (فیلم ۱۹۶۸)
گالیله (ایتالیایی: Galileo) فیلمی ایتالیایی-بلغارستانی در سبک درام زندگینامه‌ای به کارگردانی لیلیانا کاوانی است که در سال ۱۹۶۸ منتشر شد.

## بازیگران
- سیریل کوساک
- کلاودیو کاسینلی
- Georgi Kaloyanchev
- پی‌یرو ویدا
- گئورگی چرکلوف
- جیجی بالیستا
- پائولو گراتسیوزی
- Giampiero Frondini
- لو کاستل
- ماریا کومانی کواسیمودو
- جولیو بروگی
- آنا ماریا گراردی
- جان کارلسن
- Mikhail Mikhaĭlov
- Nevena Kokanova